# ヨシエビ
ヨシエビ（葦海老、学名 Metapenaeus ensis ）は、十脚目（エビ目）クルマエビ科に分類されるエビの一種。インド太平洋の沿岸域に分布する中型のエビで、重要な食用種である。

## 地方名
日本での地方名はアキエビ、イシザキエビ、マエビ(石川県七尾)、シバエビ(石川県穴水)、ガスエビ(石川県宝立、山口県秋穂)、カワツ(福井県)、シラサ、シラサエビ(福井県、京都府、和歌山県)、スエビ(東京、西日本）、ドロエビ(石川県能登島)、ミズエビ(京都府栗田)、モロゲエビ（島根県宍道湖・中海）等がある。

## 特徴
成体の体長はオス150mm、メス180mmほどに達し、同属種のシバエビやモエビより大型になる。額角は水平で、上縁だけに6-9（通常7-8）個の歯がある。甲は薄くて柔らかく、全面に細毛がある。新鮮な個体は褐色の地に細かい黒点が密布し、触角、脚、尾扇が赤褐色を帯びる。
インド洋産の Metapenaeus  monoceros (Fabricius, 1798) はヨシエビとよく似ていて、かつては同一種とされていたが、交尾器の形状が異なるので別種とされた。他の類似種はシバエビ、モエビ、サルエビ類などもいる。シバエビやモエビは小型で体色がやや淡いこと、サルエビ類は体型が太く短いことで区別がつく。
産卵期は6月中旬-9月中旬で、一度に30万粒ほどの卵を放出する。成長した稚エビは秋が深まると群れをなして深場に移る。この群れは冬になるとほぼ解消されるが、冬でも群れていることがある。寿命は1年-1年半だが、2年ものの大型個体もいる。
富山湾・東京湾以西の西日本からオーストラリア、インドまで、西太平洋・インド洋の熱帯・亜熱帯域に広く分布する。
水深30mほどまでの、内湾や汽水域の砂泥底に生息する。標準和名はこのような水域の岸辺に生えるヨシ（葦）に由来する。昼は砂泥に潜り、夜に活動する。食性は肉食性で、貝類や他の甲殻類を捕食する。

## 利用
海岸部に生息する大型種で、個体数が多く味も良いことから、分布域では重要な水産資源となっている。ウシエビやクルマエビ等に迫る大きさまで成長し、食用としての商品価値もこれらに次ぐものとされている。
日本では刺し網や底引き網等の沿岸漁業で漁獲される他、養殖や放流も行われる。旬は多獲される夏-秋。料理法は多様で、刺身、塩茹で、天ぷら、唐揚げ、煮付けなどに利用される。島根県では宍道湖七珍のひとつ挙げるほど重要な食材のひとつで、夏に唐揚げなどにして食べることが多い。
香港や広東省では、「基圍」（広東語 ケイワイ）と呼ばれる沿岸に掘った養殖池で、クルマエビ類を養殖、捕獲し、「基圍蝦」（ケイワイハー）と称して、体長8cm前後のものを活きた状態で流通させているが、その主要品種がヨシエビである。他に、底引き網漁も行われる。中国語の標準名は「刀額新對蝦」であるが、広東の地方名は「麻蝦」、「泥蝦」などといい、台湾では「沙蝦」という。広東料理では、茹でて、醤油と生の唐辛子などを合わせたたれにつけて食べるのが最も一般的であるが、ニンニク蒸し、炒め物、卵焼き、蝦餃（エビ餃子）、ワンタン、「蝦乾」（ハーコン）という大きな乾しエビなどにも加工される。